# Solfara Tenuta
La solfara Tenuta o miniera Tenuta è stata una miniera di zolfo sita in provincia di Caltanissetta nei pressi del comune di Sutera in località Cimicia di proprietà dei PP. Benedettini di Palermo.
La solfatara era già attiva nel 1839, oggi è abbandonata.